# Arvicanthis blicki
Arvicanthis blicki es una especie de roedor de la familia Muridae.

## Distribución geográfica
Se encuentra sólo en Etiopía. 

## Hábitat
Su hábitat natural son: pastizales de alltura.

## Estado de conservación
Se encuentra amenazada de extinción por la pérdida de su hábitat natural.